# Kobuleti
Kobuleti (gruz. ქობულეთი) – miasto w Gruzji, w Adżarii, nad Morzem Czarnym, ok. 25 km na północny wschód od Batumi.
Kobuleti to drugie najludniejsze miasto w Adżarii, według danych z 2014 roku zamieszkuje je 16 546 ludzi. Miasto rozciąga się na odcinku 12 km wzdłuż wybrzeża Morza Czarnego. Miasto jest uzdrowiskiem – leczy się tu choroby układu krążenia, nerwowego i oddechowego.
W mieście rozwinął się przemysł spożywczy oraz bawełniany.
Przez Kobuleti przebiega linia kolejowa biegnąca wzdłuż wybrzeża, którą kursują pociągi z Batumi-Machindżauri do Ozurgeti oraz do Kutaisi.
26 października 2010 roku parlament Gruzji przyjął ustawę „O wolnej strefy turystycznej Kobuleti”. Ustawa częściowo zwalnia z podatków tych inwestorów, którzy zainwestują w budowę hoteli w Kobuleti na terenie 11,4 akrów. Zgodnie z prawem, inwestorzy, którzy zainwestują minimum 1 mln GEL w budowę hotelu, będą zwolnieni od podatku od nieruchomości w ciągu najbliższych 15 lat.
W mieście panuje klimat ciepły umiarkowany. Opady deszczu są znaczące, występują nawet podczas suchych miesięcy. Klimat w mieście został sklasyfikowany jako Cfa zgodnie z systemem Köppena-Geigera. W mieście Kobuleti, średnia roczna temperatura wynosi 14,2 °C, zaś średnioroczne opady to 2276 mm. Najsuchszym miesiącem jest maj z opadami na poziomie 81 mm, zaś największe opady występują w grudniu, ze średnią 285 mm. Różnica w opadach pomiędzy najsuchszym a najbardziej mokrym miesiącem wynosi 204 mm. Najcieplejszym miesiącem w roku jest sierpień ze średnią temperaturą 22,6 °C, z kolei najzimniejszym miesiącem jest styczeń ze średnią temperaturą 5,8 °C. Wahania roczne temperatur wynoszą 16,8 °C.

## Współpraca
- Świdnica, Polska[7]
- Oborniki, Polska[8]
- Piekary Śląskie, Polska
- gmina Milicz, Polska[9]